# Splinter (Sneaker Pimps)
Splinter è il secondo album in studio del gruppo musicale inglese Sneaker Pimps, pubblicato nel 1999.

## Tracce
1. Half Life
2. Low Five
3. Lightning Field
4. Curl
5. Destroying Angel
6. Empathy
7. Superbug
8. Flowers and Silence
9. Cute Sushi Lunches
10. Ten to Twenty
11. Splinter
12. Wife by Two Thousand